# Bocavírus humano
O bocavírus humano (HBoV) é um parvovírus possivelmente capaz de causar doenças humanas. Sugere-se que esteja relacionado com infecções do trato respiratório inferior e gastroenterite, principalmente em crianças abaixo de cinco anos. O termo bocavírus humano pode se referir a qualquer estirpe das espécies de bocaparvovírus primata 1 e bocaparvovírus primata 2 que infecta humanos.

## História
Em 2005, Allander e colegas do Instituto Karolinska clonaram pela primeira vez um membro da família Parvoviridae, a partir de aspirados nasofaríngeos (PNA, fluidos agregados no fundo da fossa nasal). Foi utilizada uma técnica chamada triagem molecular de vírus, baseada na clonagem aleatória e análise bioinformática. Essa mesma técnica foi utilizada na descoberta de novos vírus, tais como os poliomavírus KI (Instituto Karolinska) e WU (Universidade de Washington), extremamente relacionados um com o outro e isolados a partir de secreções respiratórias.
Vários grupos de cientistas, desde então, têm constatado que o HBoV é o quarto vírus mais comum em amostras respiratórias, atrás apenas dos rinovírus, vírus sinciciais respiratórios e adenovírus.
O nome bocavírus é derivado de bovino e canino, referindo-se aos dois hospedeiros para outras espécies do gênero Bocaparvovirus: o parvovírus bovino, que infecta o gado, e o vírus minuto canino, que infecta cães.

## Virologia
Os viriões são pequenos (18–26 nanômetros de diâmetro), icosaédricos e não envelopados. A cápside tem uma simetria T = 1 e compõe-se de sessenta cópias de uma combinação de proteínas VP1 e VP2. As proteínas de revestimento possuem um motivo conservado barril beta de oito fitas, o qual forma o núcleo da cápside. Há também uma alfa-hélice conservada.

## Genética
Os parvovírus têm uma fita de DNA simples, sendo a maioria de polaridade negativa, com cerca de 5300 pares de base. Eles utilizam algumas das proteínas de replicação de seus hospedeiros para copiar seu material genético. Seu genoma contém três regiões de leitura aberta: a primeira expressa a proteína não estrutural NS1, a segunda expressa a proteína NP1, e a terceira expressa as proteínas VP1 e VP2.
Atualmente existem quatro genótipos de HBoVs: HBoV-1, HBoV-2, HBoV-3 e HBoV-4. Os genótipos HBoV-1 e HBoV-3 pertencem à espécie bocaparvovírus primata 1, enquanto os genótipos  HBoV-2 e  HBoV-4 pertencem à espécie bocaparvovírus primata 2. Os tipos 1 e 2 aparentam ter divergido recentemente, por volta de 1985. A taxa evolutiva média estimada é de 8,6×10−4 substituições/sítio/ano. As posições nos 1.º + 2.º codões evoluem quinze vezes mais lentamente que aquelas no 3.º códon.
Os bocavírus também foram isolados de suínos. A análise filogenética da espécie de bocavírus suínos coloca-os próximos ao vírus minuto canino.
Sequências incompletas de bocavírus foram obtidas a partir de chimpanzés selvagens. Essas sequências se encontram filogeneticamente dentro dos bocavírus humanos isolados já conhecidos, mas também apresentam evidências de recombinação.

## Aspectos clínicos

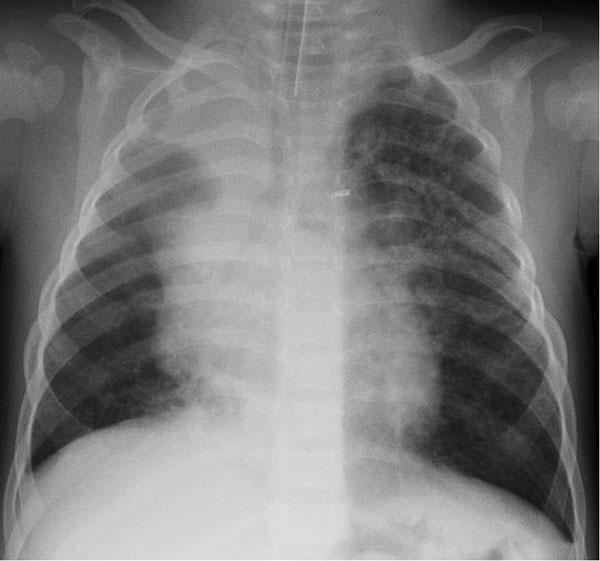
Radiografia de tórax de um garoto de 16 meses de idade, na Finlândia, com pneumonia causada por bocavírus humano 1, no segundo dia de internação. São vistas infiltrações pulmonares bilaterais e atelectasia do lobo superior direito.

Assim como os outros parvovírus, os HBoVs são transmitidos pela via respiratória e pela via oral-fecal.
O HBoV pode ser encontrado em amostras respiratórias de indivíduos saudáveis. Em pacientes com queixas respiratórias, pode ser encontrado sozinho ou, mais frequentemente, em combinação com outros vírus conhecidos por causar doenças respiratórias. Os recém-nascidos são provavelmente protegidos por imunização passiva. A faixa etária mais frequentemente afetada parecem ser crianças entre as idades de seis meses a dois anos, embora casos em crianças com mais de cinco e até mesmo em adultos de 28 anos já tenham sido relatados.
O HBoV pode ser detectado não somente em amostras respiratórias, mas também no sangue, urina, e fezes. Os dois últimos podem simplesmente refletir a excreção viral, apesar de diarreia ter sido descrita em animais com infecção por bocavírus, e alguns pacientes com HBoV terem tido diarreia independentemente de sintomas respiratórios.
Um estudo na Jordânia constatou que 9% das 220 crianças hospitalizadas com infecção no trato respiratório inferior haviam sido infectadas pelo bocavírus. Entre elas, a idade mediana era de 4 meses. Tosse (100%), sibilo (82.7%) e febre (68.2%) eram os achados clínicos mais comuns, com broncopneumonia (35%) e bronquiolite (30%) sendo os diagnósticos finais mais frequentes.
Embora a maioria dos casos seja leve, já foram relatados casos de doenças respiratórias graves causadas pelo bocavírus humano.
Infecções com risco de vida causadas pelo bocavírus humano foram descritas em crianças prematuras de vinte meses de idade outrora saudáveis.